# Культя

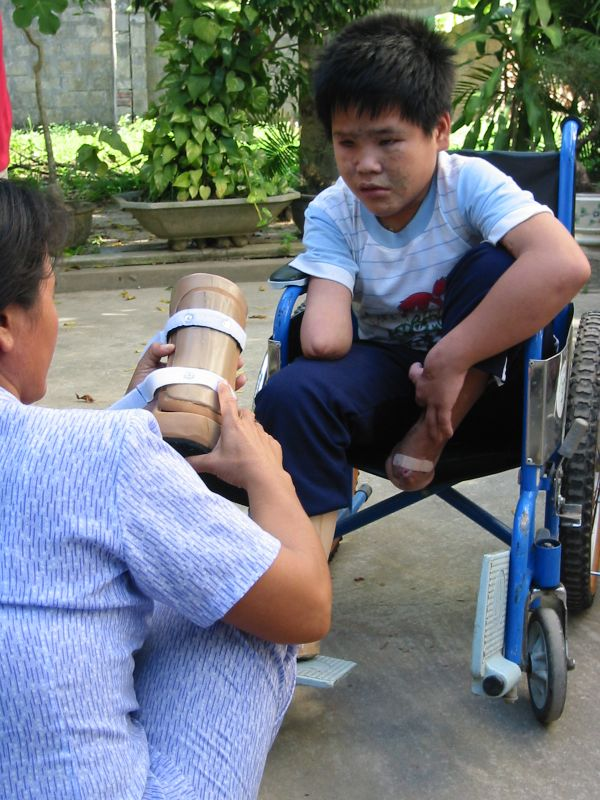

Культя́ конечности — часть конечности, остающаяся после ампутации (экзартикуляции), травмы или обусловленная врождённым пороком развития.
Главным образом культю рассматривают именно с позиции её пригодности к протезированию, а именно важны длина и форма культи, подвижность в прилежащем суставе, сила мышц, состояние кожного покрова, безболезненность. Для создания полноценной культи и правильного её формирования первостепенное значение имеют техника ампутации и правильное ведение послеоперационного периода.
Оптимальным вариантом для протезирования являются культи на уровне средней трети конечности. Наименее пригодна короткая культя (менее 6 см), поскольку она может выскакивать из гильзы протеза и требует дополнительного крепления. При длинном варианте приходится усложнять конструкции протезов.
По форме выделяют:
- цилиндрические (чаще наблюдается в ранние сроки после ампутации)
- булавовидные (образуется после вычленения в коленном, голеностопном, локтевом и лучезапястном суставах, затруднено моделирование приемной гильзы протеза, однако не требуют дополнительного крепления)
- конические (наиболее удобна для моделирования рациональной приемной гильзы протеза).

Окончательную, более или менее постоянную, форму культя приобретает через 10—12 месяцев после ампутации. Для правильного формирования культей используют физиотерапевтические процедуры, ЛФК, массаж, электростимуляцию мышц и т. д.
При неправильно изготовленном протезе или его использовании на культе могут образовываться опрелости, потертости, пиодермия и т. д.. Профилактикой этих состояний служит соблюдение гигиены, правильный уход за культей и гильзой протеза, изначальная правильность его подбора.

## Болезни культи
К числу болезней культи следует отнести остеофит, фантомную боль и фантомные ощущения, неврому, лигатурный свищ, остеомиелит.